# Уротригоны
Уротригоны (лат. Urotrygon) — род хрящевых рыб семейства Urotrygonidae подотряда Myliobatoidei отряда хвостоколообразных. Обитают в тропических и умеренных водах Атлантического океана и Тихого океана у побережья Америки. В настоящее время к семейству относят 13 видов. Это медлительные донные рыбы, которые встречаются от прибрежного мелководья до глубины 100 м. Размер колеблется от до 11,8 до 50 см. Широкие грудные плавники образуют округлый диск, ширина которого превышает длину. Довольно тонкий хвост оканчивается хвостовым плавником в форме листа. Спинные плавники отсутствуют. В центральной части хвостового стебля на дорсальной поверхности расположен ядовитый шип. Кожа лишена чешуи. Окраска ровная или пёстрая.
Рацион состоит из мелких донных беспозвоночных. Эти скаты размножаются яйцеживорождением. Эмбрионы вылупляются из яиц внутри матки матери и питаются желтком, а позднее гистотрофом. В целом они не представляют интереса для коммерческого рыболовства.

## Таксономия и филогенез
Род Urobatis и род уротригонов традиционно относили к семейству короткохвостых хвостоколов. В 1996 году были выделены в отдельное семейство Urotrygonidae.
Название рода происходит от слов греч. οὐρά — «хвост» и др.-греч. τρίγωνον — «треугольник».

## Классификация
- Род Urotrygon T. N. Gill, 1863 — Уротригоны[1]
  - Urotrygon aspidura D. S. Jordan & C. H. Gilbert, 1882 — Чернохвостый уротригон
  - Urotrygon caudispinosus  Hildebrand, 1946
  - Urotrygon chilensis Günther, 1872
  - Urotrygon cimar López S. & W. A. Bussing, 1998
  - Urotrygon microphthalmum Delsman, 1941
  - Urotrygon munda Gill, 1863
  - Urotrygon nana McEachran & Miyake, 1988
  - Urotrygon peruanus Hildebrand, 1946 — Перуанский толстохвостый скат, или перуанский уротригон
  - Urotrygon reticulata McEachran & Miyake, 1988
  - Urotrygon rogersi D. S. Jordan &  Starks, 1895, 1863
  - Urotrygon serrula Hildebrand, 1946 — Пильчатый уротригон
  - Urotrygon simulatrix McEachran & Miyake, 1988
  - Urotrygon venezuelae L. P. Schultz, 1949